# 大阪うまいもんの歌
「大阪うまいもんの歌」（おおさかうまいもんのうた）は、アメリカ民謡「ゆかいな牧場（マクドナルドじいさん飼っている）」の替え歌である。大阪府のご当地ソングとして知られている。

## 概要
大阪府の高槻・島本人形劇連絡会の代表（人形劇グループ「いちゃもん・ふぁみりー」主宰）が、1993年、高槻の人形劇団「ころりん座」の創立にあたって歌詞と振付を作成、劇団に贈ったのが発祥で、ころりん座をはじめ各地の人形劇団を通じて、大阪府内の幼稚園や保育所に広まっていった。
2008年1月17日放送の『秘密のケンミンSHOW』（読売テレビ）で紹介されたことで、歌の存在がさらに広域に知られるようになった。
その前にも、『きらきらアフロ』（テレビ大阪）2006年3月24日放送分で、葵ちゃん（素人の女の子）が、その歌を歌っているのを、出演者の松嶋尚美と、笑福亭鶴瓶がテレビで取り上げたことで、関西圏で密かなブームとなった（きらきらアフロDVD（2006年）にも収録されている）。『きらきらアフロ』で開催された大阪城ライブにて、実際に歌を披露。その際、会場全員が歌っているということで、関西圏での人気は証明できている。
他にも、『ケンミンSHOW』以前に関西圏では、MBSの『ちちんぷいぷい』でも取り上げられている。
2008年5月20日から「猫夜叉」の歌う『大阪うまいもんの歌』が有線放送で流れている。プロデュースは猫夜叉のリーダーで作曲家・音楽プロデューサーの泰英二郎。
サビ以外の部分をMCレンジが作詞した替え歌『大阪にはいっぱいあるんやでぇ〜の歌』が、芸人10組によるユニット「よしもと☆大阪好っきゃねんず」による歌唱で、R and CからCD化された。
2014年3月15日のダイヤ改正から、JR西日本大阪環状線京橋駅で発車メロディとして使用されている。
2018年6月27日にはなんばグランド花月にあるYES THEATERにて吉本新喜劇初のレギュラー女座長である酒井藍と、同じく吉本興業所属の間寛平・坂田利夫、大阪市24区住みます芸人が出席し、テンダラーが司会を務めてこの曲のリメイク版「大阪もんのうた」が制作されたことが発表された。
この曲は酒井藍がメインボーカルを務め、歌詞には万博再誘致が盛り込まれた。
間奏部分に以下の芸人がネタを入れた。
- 酒井藍(「豚さん?」「そうそうそう、ブーブー、私人間ですねん」)
- 清水啓之・信濃岳夫((清水)「邪魔すんで!」(信濃)「邪魔すんだったらかえって!」(清水)「あいよー！...って、なんでやねん!」)
- ゆりやんレトリィバァ(「落ち着いていきや〜!」)
- 千鳥((ノブ)「口が臭い!」(大悟)「胃が腐っとんじゃ!」)
- 間寛平(「かいーの」)
- 今くるよ(「なんばグランド花月も、ドヤさ、ドヤさ、ドヤさ!」)
- 西川きよし(「小さなことからコツコツと」)
- 坂田利夫(「ありがとさーん」)
- 桂文枝(「いらっしゃーい」)

（かっこ中は披露したネタ,登場順）
また、YouTubeには公式チャンネルが開設され、レコーディング形式のMVも投稿されている。
吉本興業の複数の公式チャンネルにはいろいろなバージョンが投稿されている（曲の公式が一番多い）。

## 歌詞
この歌の歌詞については様々な例があり、歌の内容としては、大阪には美味しいものが多数あるというものである。
一般的な歌詞の例を以下に記載する。
「大阪にはうまいもんがいっぱいあるんやでー。○○、○○、○○○○○」
（○○の部分に「大阪の美味しいもの」の対象を当てはめる。例：たこ焼き・イカ焼き・お好み焼き・かに道楽など）

## 関連記事
- 「大阪うまいもんの歌」保育園で大流行 新名物やで〜 - ウェイバックマシン（2007年1月17日アーカイブ分） - 朝日新聞 2007年1月13日付夕刊に掲載